# Хьюз, Крис
Крис Хьюз (англ. Chris Hughes, род. 26 ноября 1983) — американский предприниматель, один из основателей крупнейшей социальной сети Facebook.
Выпускник Академии Филлипса в Эндовере, штат Массачусетс. Учился в Гарварде. В 2006 году получил диплом бакалавра по истории и литературе.
В 2004 году, ещё будучи студентом, Крис Хьюз совместно с Марком Цукербергом, Дастином Московицем и Эдуардо Саверином основал социальную сеть Facebook, которая впоследствии стала крупнейшей в мире. Однако в 2007 году Хьюз принимает решение уйти из проекта, чтобы принять участие в предвыборной кампании Барака Обамы. Во время выборов президента США Крис Хьюз занимался разработкой сайта Барака Обамы и ведением его социально-информационной кампании.
После окончания выборов в 2009 году работал в венчурной инвестиционной компании General Catalyst.
Основал стартап Jumo, идеей которого является стремление использовать социальные сети в целях создания деловых отношений между людьми и организациями, работающими над изменением мира.
Крис Хьюз — открытый гей. В январе 2011 года на приёме, устроенном в поддержку брачного равноправия в Нью-Йорке, Крис и его партнёр Шон Элдридж объявили о своей помолвке, а 30 июня 2012 года заключили брак.
В фильме «Социальная сеть» Криса Хьюза играет актёр Патрик Мэпл.